# René Comboudoux

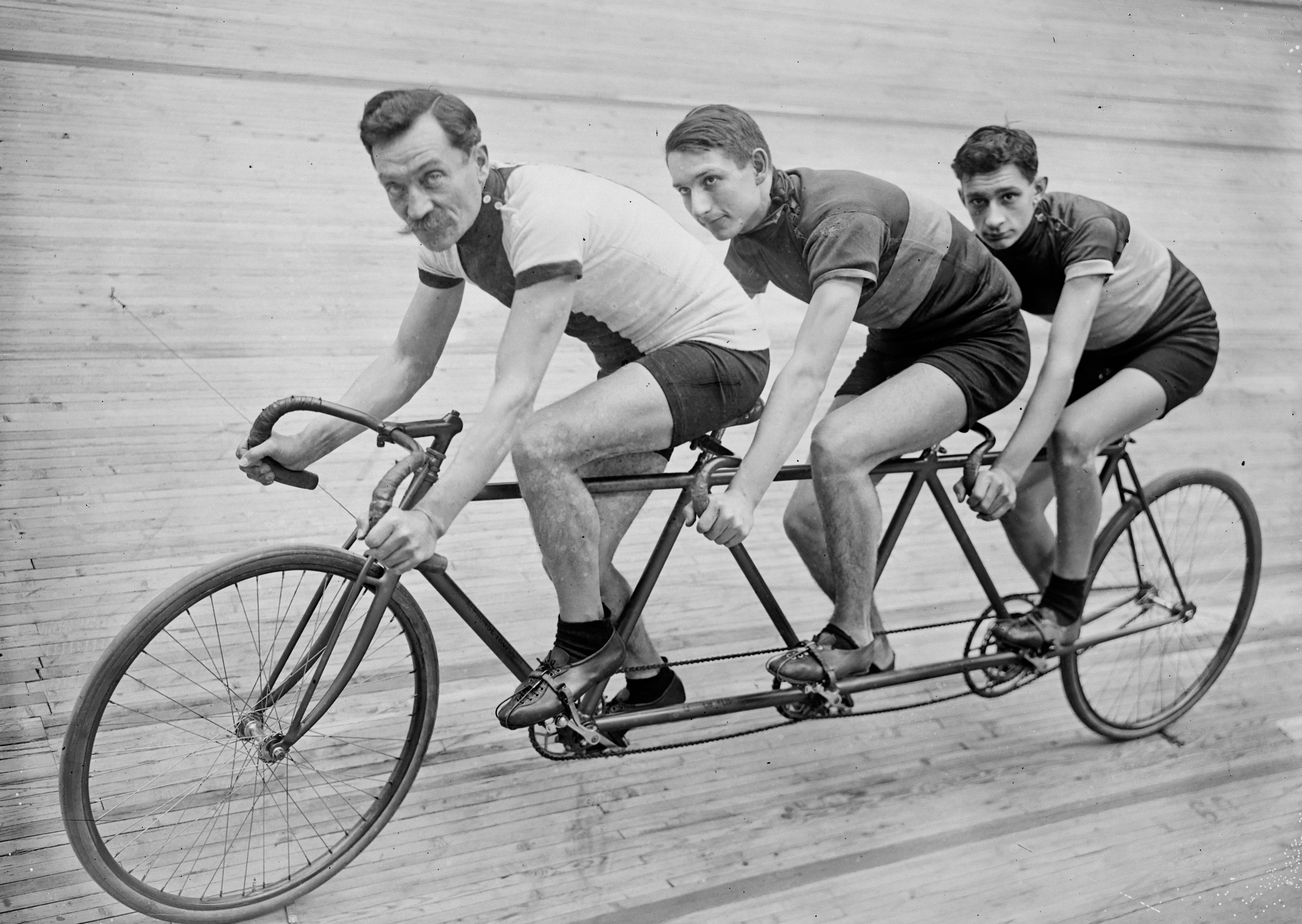
Triplette Chocque-Comboudoux-Chocque

René, Joseph, Comboudoux, né le 6 octobre 1908 à Meudon et mort le 15 février 1979 à Paris 14e, est un coureur cycliste sur piste français, spécialiste de l'américaine.

## Biographie
Champion de vitesse du Grelot Parisien, il remporte une finale hebdomadaire de « La Médaille » et est qualifié pour la Grande finale 1926/27 où il est battu en série.
En octobre 1927, avec Chocque père et fils, il établit le record de l'heure, en triplette, parcourant 48 km. 305 à Buffalo,,.
En 1929, membre du Gros-Caillou Sportif, il court et gagne des américaines associé avec Yves Van Massenhove, et gagne le prix Chocque en triplette avec Paul Chocque et Henri Domanchin,.
En 1930, il court et gagne des américaines amateurs associé avec Émile Ignat.
Durant l'été 1931, il gagne environ une vingtaine d'américaines chez les amateurs et les indépendants, en compagnie de Van Massenhove, Ignat, Janin, et Deschamps. Il remporte également des omniums et fait partie de la grande équipe de poursuite du Gros-Caillou Sportif, avec Ignat, Marrec, Court, Janin et Deschamps,,.
Il passe professionnel fin 1931, puis débute en américaine avec Merviel. L'équipe marche bien, lorsque Foucaux réclame son coéquipier et Comboudoux reste sur le carreau. On l'accouple à d'autres, mais, chaque fois il tombe sur des coéquipiers qui s'effondrent. Il gagne le handicap du kilomètre au Vél'd'Hiv'.
En 1932, il passe à la route avec l'équipe Lutetia-Wolber,. Il court Paris-Tours et finit 36e. Il prend le départ du Grand Prix Wolber mais quitte la course avant le départ de la 4e étape et retourne à la piste en américaine. À l'été 1932, il enlève le handicap du Grand Prix de Paris, mais c'est tout, car il n'a pas de contrat. Durant L'hiver Lapébie le demande comme coéquipier mais, dès la première américaine, Roger Lapébie qui ne possède pas le coup de pédale du Vél' d'Hiv' se décourage et Comboudoux, une nouvelle fois, se trouve seul.
En 1933, il s'essaye au demi-fond. Il court l'éliminatoire du championnat de France, fournissant une belle course pour un débutant. Il court une autre fois à Buffalo, où il résiste pendant 20 kilomètres à Paillard et Lacquéhay, finissant très près. Il revient à la vitesse et gagne trois américaines. Deux à Vierzon, une à Rochefort et termine deuxième du Prix Dausset derrière tandem lors du Grand Prix de Paris. À l'hiver 1933 il se prépare mais n'a pas de coéquipier, cependant Diot le prend, et le Vél' d'Hiv' leur accorde une chance dans l'américaine, en trois épreuves,, où ils terminent huitièmes après une très belle course. Cependant Charles Pélissier enlève Diot et voici Comboudoux encore solitaire. On l'accouple à  Francis Faure. Mais Faure tombe et Comboudoux reste 40 minutes seul en piste sans perdre un seul tour. Il finit très bien les trois heures tandis que Faure, sérieusement touché, ne peut lui être d'une grande utilité,,.
En parallèle, il exerce le métier de souffleur de verre pour des scientifiques,.
En 1934, il court avec Maurice Richard et Charles Bach,,, avec qui il continue en 1935,. Il court aussi avec Omer Taverne et Achille Samynet en 1936 de nouveau avec Francis Faure avec qui il gagne une américaine de 40 km à Buffalo.
En 1937, il prend le départ du Championnat de Paris sur route sur 120 km à Montlhéry. Il gagne le Prix Dausset, 25 km derrière tandem lors du Grand Prix de Paris,. Il court es américaines avec Guy Ovenberghe et René Rouhier.
En 1938, il entraine, sur Derny, Jean Maréchal dans le Derby de Ce Soir à Saint-Germain, et aussi Lauwers derrière Derny sur piste. Il finit second du Prix Dausset.
En 1939, il entraine Jean Maréchal dans Bordeaux-Paris,.
En 1942, il sollicite de redevenir amateur et obtient satisfaction. En 1944, il participe au championnat de France de vitesse,.
Il entraine Joseph Somers lors de sa victoire dans Bordeaux-Paris en 1947,.